# امیرحسین صدقی
امیرحسین صدقی (زادهٔ ۹ بهمن ۱۳۷۴ در مشهد) بازیکن فوتبال اهل ایران است که در پست مدافع راست برای باشگاه فوتبال مس رفسنجان در لیگ برتر خلیج فارس بازی می‌کند.

## دوران باشگاهی
وی سابقه بازی در تیم های سیاه‌جامگان مشهد ، بادران تهران ، فجر سپاسی شیراز ، ذوب‌آهن اصفهان ، پیکان تهران و شمس آذر قزوین را نیز دارد.